# Asterivora lampadias
Asterivora lampadias là một loài bướm đêm thuộc họ Choreutidae. Loài này có ở Úc, bao gồm Tasmania.
Loài này có ở subalpine và alpine habitats.
Ấu trùng ăn the foliage của Brachycome, Helichrysum và other herbaceous plant species.